# Königshaus (Musiklabel)
Königshaus war ein deutsches Musiklabel, das von Anfang bis Mitte der 1990er Jahre Tonträger veröffentlichte. Es wurde von dem Fehlfarben-Gründer Thomas Schwebel und dem Produzenten Horst Luedtke bei WEA Records gegründet und sollte sich, so Marc Hairapetian vom Spirit Fanzine, „vorderrangig um den anspruchsvolleren deutschen Popnachwuchs kümmern“.

## Veröffentlichungen (Auswahl)
- Amber Street – Broad View Gardens (1995)
- Die Antwort – Hier (1992)
- Annette Berr – Blaue Krokodile (1991)
- Bindemittel – Bindemittel (1996)
- Fehlfarben – Die Platte des Himmlischen Friedens (1991)
- Fritten & Bier – Kasse Taffee + Bein Rötchen In Full Plusquameffekt (1996)
- Ideal – Eitel Optimal - Das Beste (1992)
- Prophets of Rage – Unite or Perish (1994)
- Seni – Prinz aus Schnee (1991)